# Jarząbcza Przełęcz
Jarząbcza Przełęcz (1955 m, według wcześniejszych pomiarów 1954 m) – przełęcz w grani głównej Tatr Zachodnich pomiędzy Jarząbczym Wierchem (2137 m) a Kończystym Wierchem (2002 m). Granią tą biegnie granica polsko-słowacka. Południowe stoki spod przełęczy opadają stromo do Doliny Zadniej Raczkowej, Północne stoki zwane Koryciskami opadają do kotła lodowcowego Jarząbcza Rówień w Dolinie Jarząbczej. Są strome i pocięte licznymi bruzdami (żlebkami). Przez przełęcz da się przejść z Doliny Jarząbczej do Doliny Zadniej Raczkowej.
Pomiędzy Jarząbczą Przełęczą a Jarząbczym Wierchem znajduje się jeszcze w grani wypiętrzenie zwane Kopą Prawdy.

## Szlaki turystyczne
szlak biegnący granią główną Tatr Zachodnich z Wołowca przez Łopatę, Jarząbczy Wierch na Jarząbczą Przełęcz i dalej na Kończysty Wierch i Starorobociański Wierch. Czas przejścia z Jarząbczego Wierchu na Kończysty Wierch: 30 min, ↑ 40 min